# Função L de Dirichlet

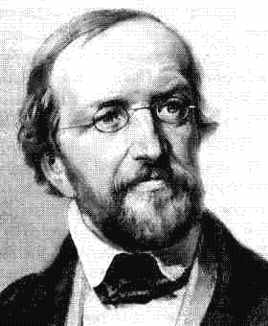
Johann Peter Gustav Lejeune Dirichlet

Em matemática, uma série L de Dirichlet, nomeada em honra de Johann Peter Gustav Lejeune Dirichlet, é uma função da forma
{\displaystyle L(s,\chi )=\sum _{n=1}^{\infty }{\frac {\chi (n)}{n^{s}}}.}
Aqui χ é um caráter de Dirichlet e s uma variável complexa com parte real maior que 1. Por extensão analítica, esta função pode ser estendida à função meromorfa sobre a totalidade do plano complexo, e é então chamada uma função L de Dirichlet e também notada L(s,χ).
Foi provado por Dirichlet que L(1,χ)≠0 par todos os caráteres de Dirichlet χ, permitindo-lhe estabelecer seu teorema sobre primos em progressões aritméticas. Além disso, se χ é principal, então a função L de Dirichlet correspondente tem um polo simples em s=1.

## Zeros das funções L de Dirichlet
Se χ é um caráter primitivo com χ(−1) = 1, então os únicos zeros de L(s,χ) com Re(s) < 0 são os inteiros negativos par.
Se χ é um caráter primitivo com χ(−1) = −1, então os únicos zeros de L(s,χ) com Re(s) < 0 são os inteiros negativos ímpar.
Até a possível existência de um zero de Siegel, regiões livres de zeros incluindo e além da linha Re(s) = 1 similar àquela da função zeta de Riemann são conhecidas como exsitentes para todas as funções L de Dirichlet.
Assim como a função zeta de Riemann  é conjecturada obedecendo a hipótese de Riemann, assim como as funções L de Dirichlet são conjecturadas como obedecendo a hipótese generalizada de Riemann.

## Equação funcional
Assumamos que χ é um caráter primitivo ao módulo k. Definindo
{\displaystyle \Lambda (s,\chi )=\left({\frac {\pi }{k}}\right)^{-(s+a)/2}\Gamma \left({\frac {s+a}{2}}\right)L(s,\chi ),}
onde Γ nota a função gama e o símbolo a é dado por
{\displaystyle a={\begin{cases}0;&{\mbox{if }}\chi (-1)=1,\\1;&{\mbox{if }}\chi (-1)=-1,\end{cases}}}
tem-se a equação funcional
{\displaystyle \Lambda (1-s,{\overline {\chi }})={\frac {i^{a}k^{1/2}}{\tau (\chi )}}\Lambda (s,\chi ).}
Aqui nós escrevemos τ(χ) para a soma de Gauss
{\displaystyle \sum _{n=1}^{k}\chi (n)\exp(2\pi in/k).}
Note-se que |τ(χ)|=k1/2.

## Relação com a função zeta de Hurwitz
As funções L de Dirichlet podem ser escritas como uma combinação linear da função zeta de Hurwitz em valores racionais. Fixando um inteiro k ≥ 1, as funções L de Dirichlet para caráteres de módulo k são combinações lineares, com coeficientes constantes, de ζ(s,q) onde q = m/k e m = 1, 2, ..., k. Isto significa que a função zeta de Hurwitz para q racional tem propriedades analíticas que são intimamente relacionadas às funções L de Dirichlet. Especificamente, fazendo {\displaystyle \chi } ser um caráter de módulo k. Então podemos escrever sua função L de Dirichlet como
{\displaystyle L(s,\chi )=\sum _{n=1}^{\infty }{\frac {\chi (n)}{n^{s}}}={\frac {1}{k^{s}}}\sum _{m=1}^{k}\chi (m)\;\zeta \left(s,{\frac {m}{k}}\right).}
Em particular, a função L de Dirichlet do trivial caráter de módulo 1 resulta a função zeta de Riemann:
{\displaystyle \zeta (s)={\frac {1}{k^{s}}}\sum _{m=1}^{k}\zeta \left(s,{\frac {m}{k}}\right).}